# Răzvan Sabău
Răzvan Sabău (ur. 18 czerwca 1977 w Bukareszcie) – rumuński tenisista, reprezentant kraju w Pucharze Davisa.

## Kariera tenisowa
Startując w gronie juniorów wygrał grę pojedynczą chłopców podczas Wimbledonu 1993, w finale pokonując Jimy’ego Szymanskiego. Sezon 1993 zakończył jako wicelider klasyfikacji ITF.
Zawodowym tenisistą był w latach 1993–2013. Sabău jest mistrzem czterech imprez o randze ATP Challenger Tour w grze pojedynczej.
W latach 1993–2006 reprezentował Rumunię w Pucharze Davisa, notując bilans ośmiu zwycięstw i jedenastu porażek.
W rankingu gry pojedynczej najwyżej był na 74. miejscu (26 września 2005), a w klasyfikacji gry podwójnej na 174. pozycji (27 lutego 2006).

### Zwycięstwa w turniejach ATP Challenger Tour w grze pojedynczej
| Końcowy wynik | Nr | Data             | Turniej   | Nawierzchnia | Przeciwnik           | Wynik finału     |
| ------------- | -- | ---------------- | --------- | ------------ | -------------------- | ---------------- |
| Zwycięzca     | 1. | 15 września 1996 | Budapeszt | Ceglana      | Attila Sávolt        | 6:2, 6:2         |
| Zwycięzca     | 2. | 7 listopada 2004 | Homestead | Twarda       | Wesley Moodie        | 5:7, 6:2, 7:5    |
| Zwycięzca     | 3. | 22 maja 2005     | Budapeszt | Ceglana      | Jean-Claude Scherrer | 1:6, 7:6(3), 6:3 |
| Zwycięzca     | 4. | 12 czerwca 2005  | Koszyce   | Ceglana      | Adam Chadaj          | 6:1, 6:2         |

### Finały juniorskich turniejów wielkoszlemowych

#### Gra pojedyncza (1–0)
| Końcowy wynik | Nr | Data | Turniej           | Nawierzchnia | Przeciwnik     | Wynik finału |
| ------------- | -- | ---- | ----------------- | ------------ | -------------- | ------------ |
| Zwycięzca     | 1. | 1993 | Wimbledon, Londyn | Trawiasta    | Jimy Szymanski | 6:1, 6:3     |